# Huvinahalli, Hungund
Huvinahalli là một làng thuộc tehsil Hungund, huyện Bagalkot, bang Karnataka, Ấn Độ.